# 岩手県道250号吉浜上荒川線
岩手県道250号吉浜上荒川線（いわてけんどう250ごう よしはまかみあらかわせん）は、岩手県大船渡市と釜石市を結ぶ一般県道である。1970年の鍬台トンネル開通に伴い、国道45号から降格された。

## 概要

### 路線データ
- 起点：大船渡市三陸町吉浜字上中井（国道45号交点）
- 終点：釜石市唐丹町字下荒川（国道45号交点）

## 地理

### 通過する自治体
- 大船渡市
- 釜石市

### 交差する道路
- 国道45号（起点）
- 岩手県道193号唐丹日頃市線（終点付近）
- 国道45号（終点）